# تربجورن رندال هانسن
تربجورن رندال هانسن (انگلیسی: Torbjørn Ringdal Hansen؛ زادهٔ ۱ مارس ۱۹۷۹) بازیکن شطرنج اهل نروژ است.
او در سال ۲۰۰۸ استاد بن المللی شطرنج شد، و در سال ۲۰۱۵ نیز عنوان استاد بزرگ را به دست آورد.
او از سال ۲۰۰۰ تا ۲۰۰۱ مربی شطرنج ماگنوس کارلسن بوده‌است. در آن زمان کارلسن ۹ ساله بود و به همران دو کودک دیگر به یادگیری شطرنج می‌پرداخت. در طول همین یک سال آموزش ریتینگ کارلسن از حدود ۹۰۰ به ۱۹۰۰ افزایش یافت.